# 職權
職權（英語：authority），是管理職位所擁有的發佈命令，以及期望命令被執行的一種權力。大型企業會制訂職位說明的正式文件，上面列舉各種職位所擁有的權利與應負的責任，以及該職位在組織中與其他職位的關係，例如向誰報告、與誰接觸及對誰負責等。

## 職權的來源
關於職權的來源，有如下幾種理論：
- 職權的形式理論：主張職權源自組織頂層，為企業所有者的私有財產權，層層下授經股東、股東大會、董事會、總經理、各級主管，以至於一般員工。
- 職權的接受理論：主張職權是由下而上，唯有部屬接受命令，其主管才實質獲得職權。
- 情勢職權論：當有危機發生時，在場的某些人物掌握情勢而採取行動，不論是否獲得正式授權，均已實質行使職權。
- 知識職權論：對某一狀況認識最多者，便能負責相關作業。[3]

## 職權的種類
職權分為直線職權、參謀職權和職能職權三種形式：
- 直線職權：主管指揮部屬的權力，也就是「指揮權」。
- 參謀職權：管理者僅擁有建議權或審核權，而沒有直接指揮的權力。
- 職能職權：參謀人員或某些主管所擁有的原屬直線主管的一部分權力。[1]